# جلد التوفو
جلد التوفو هو منتج غذائي مصنوع من فول الصويا. أثناء غليان حليب الصويا، في مقلاة ضحلة مفتوحة، يتشكل غشاء أو جلد يتكون بشكل أساسي من مركب بروتين الصويا الدهني على سطح السائل. يتم جمع الأغشية وتجفيفها إلى صفائح صفراء تُعرف بجلد التوفو. نظرًا لأن جلد التوفو لا يتم إنتاجه باستخدام مادة تخثر، فهو ليس توفوًا مناسبًا من الناحية الفنية، ومع ذلك، فإنه يحتوي على نسيج ونكهة مماثلة لبعض منتجات التوفو.
تم توثيق استخدام جلد التوفو لأول مرة في السجلات المكتوبة في الصين في القرن السادس عشر. يستخدم على نطاق واسع، طازجًا أو مخمرًا أو مجففًا، في المطبخ الصيني والكوري والياباني.

## التحضير

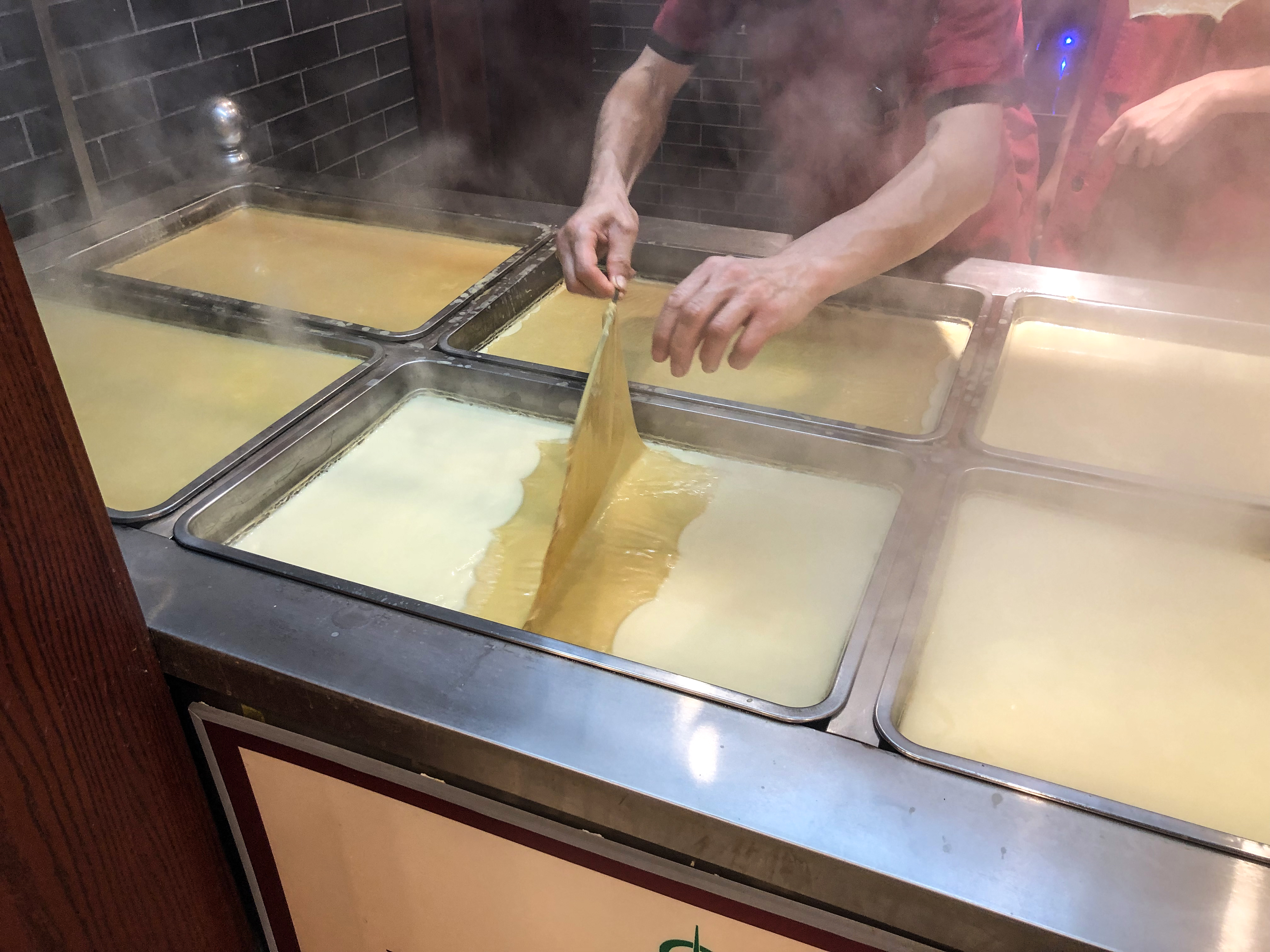
تحضير جلد التوفو عن طريق إزالة الجلد من حليب الصويا الساخن.

يمكن شراء جلد التوفو طازجًا أو مجففًا. وفي الحالة الأخيرة، يتم ترطيب جلد التوفو في الماء قبل الاستخدام. غالبًا ما يستخدم لتغليف الديم سم.
بسبب قوامه المطاطي قليلاً، يتم تصنيع جلد التوفو أيضًا في أشكال مجمعة ومطوية وملفوفة، والتي تستخدم كبدائل للحوم في المطبخ النباتي. يمكن لف جلود التوفو ثم طيها على نفسها لصنع دو باو (بالصينية: 豆包؛ "حزمة التوفو"). غالبًا ما يتم قليها لتكوين طبقة أكثر صلابة قبل طهيها أكثر.

## معرض الصور

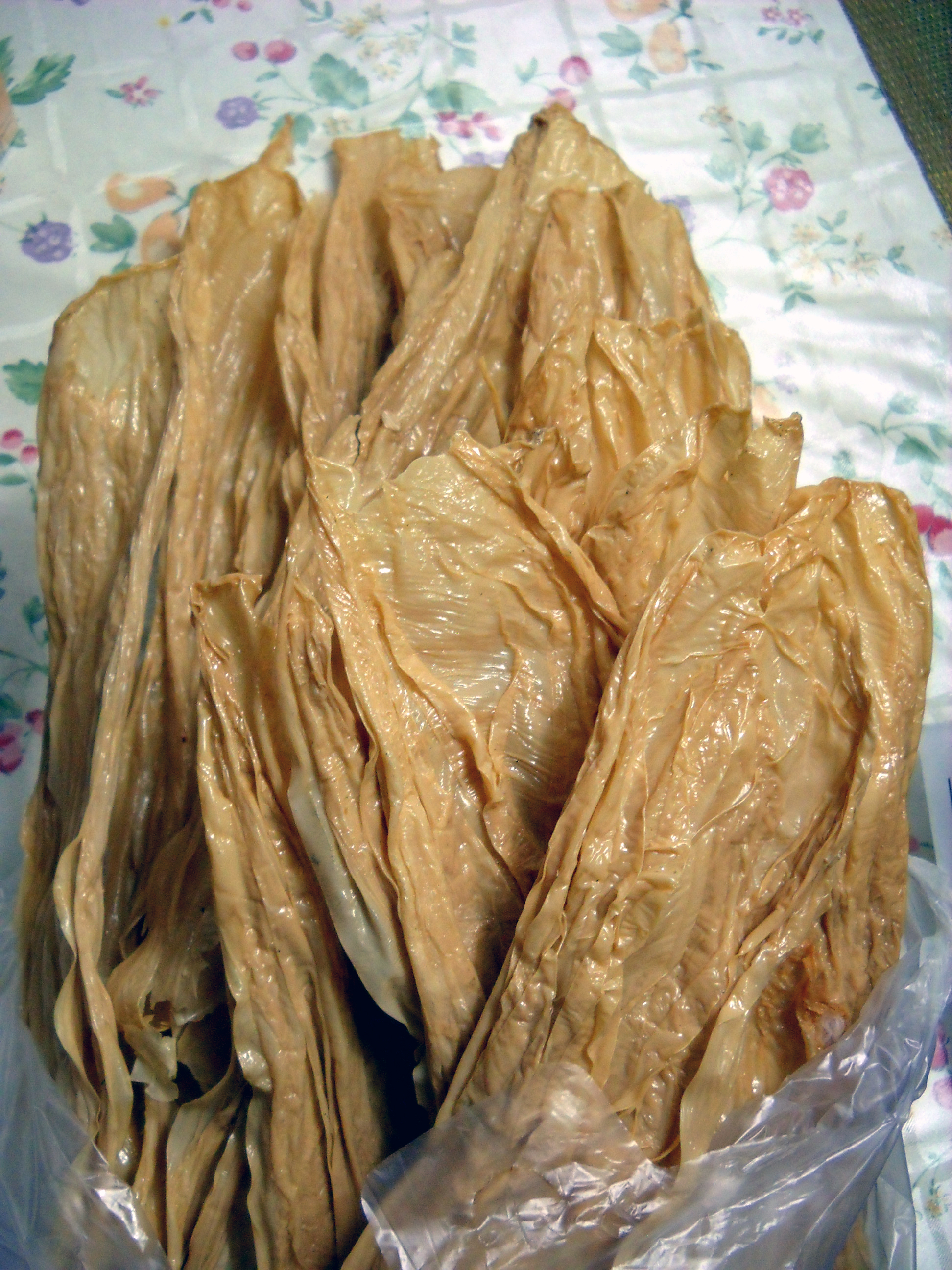
يُباع جلد التوفو عادةً على شكل أوراق أو صفائح مجففة.
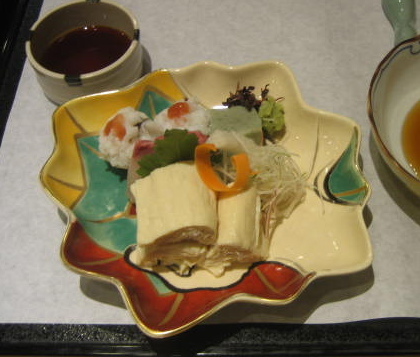
يوبا الطبق الرئيسي في كيوتو.
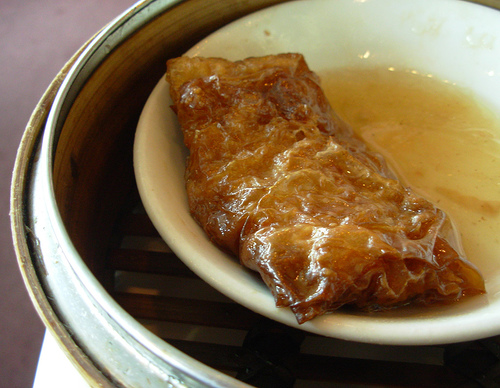
لفائف جلد التوفو في مطبخ الديم سم
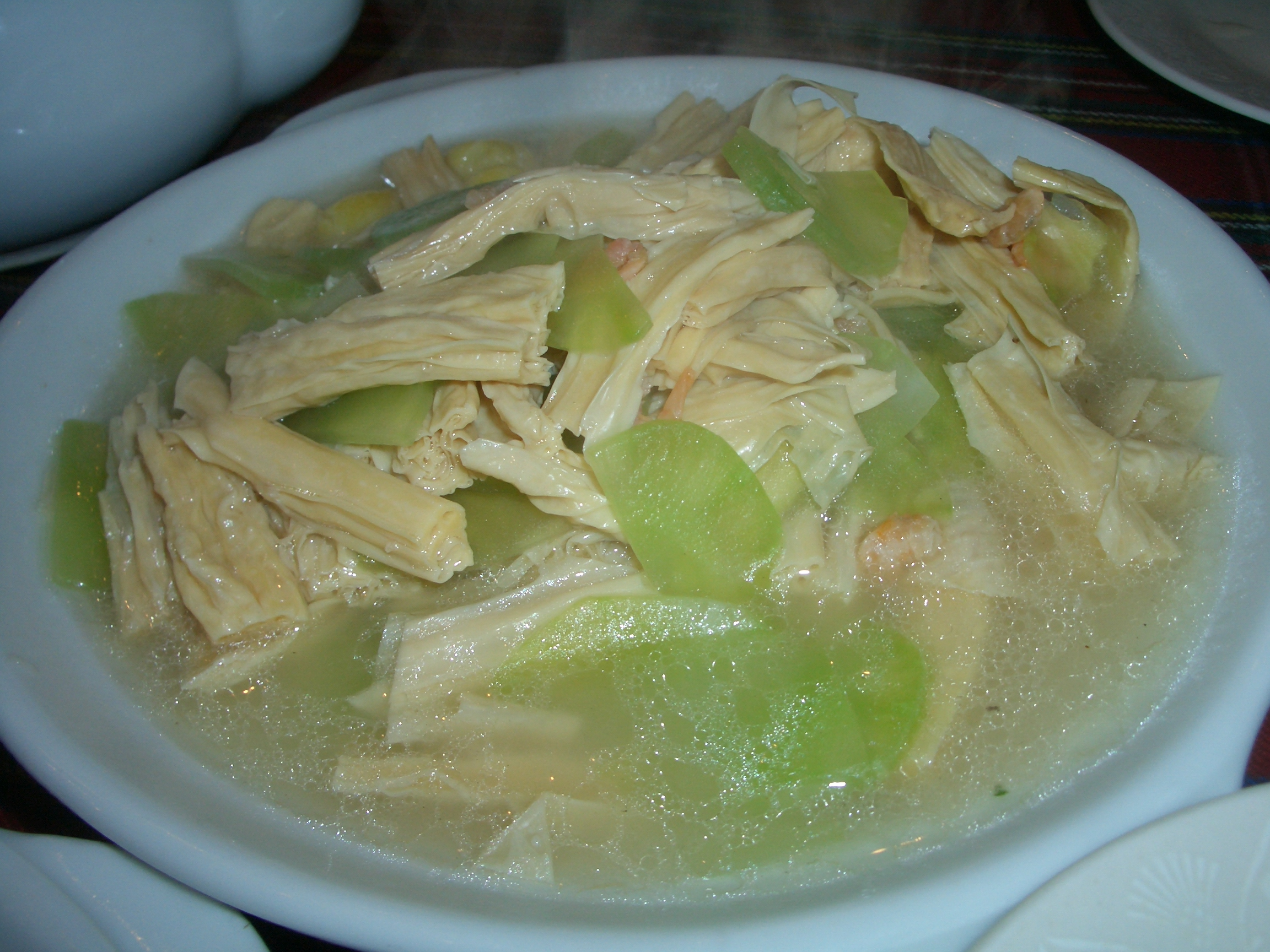
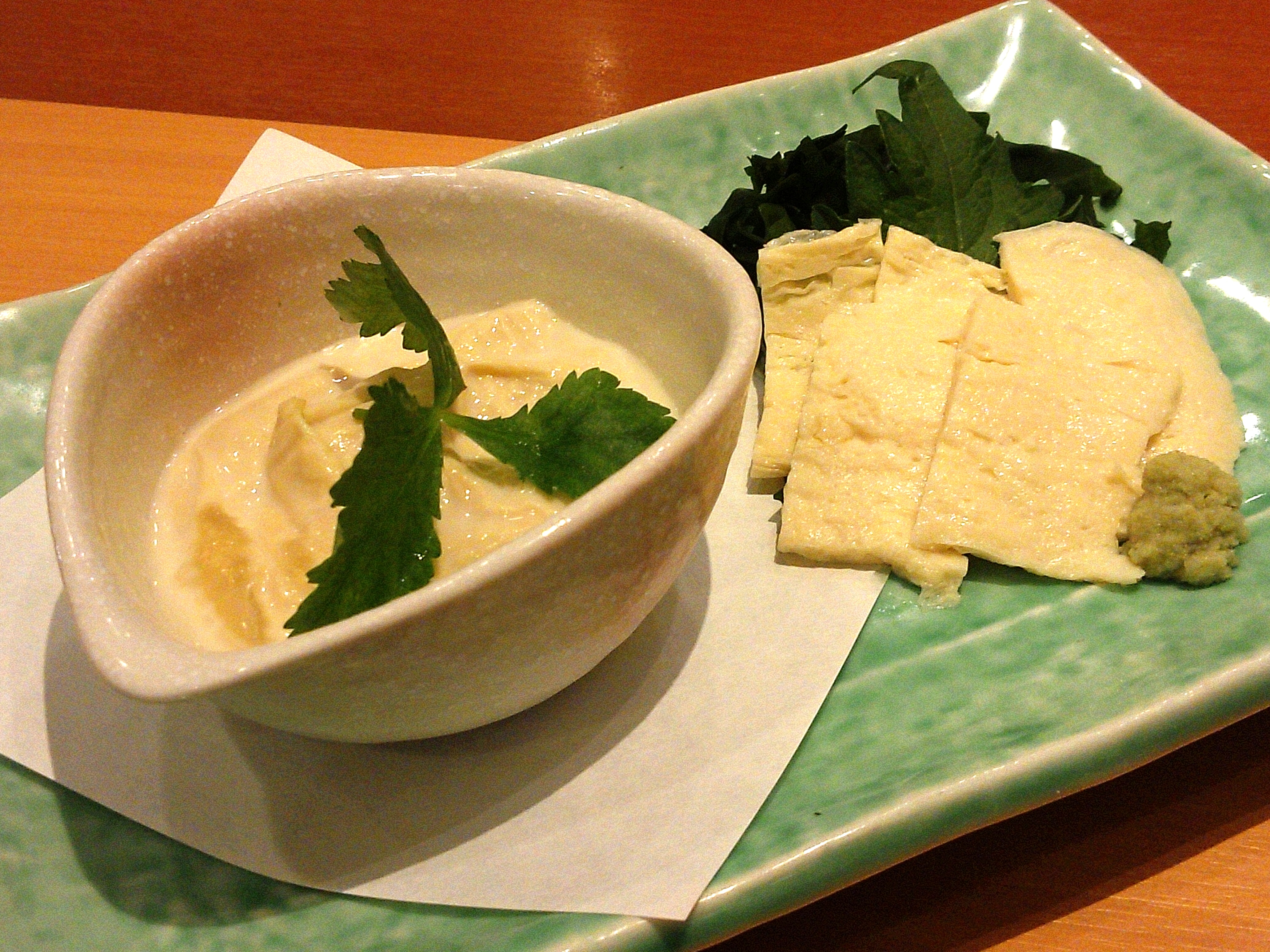